# Territoire du Wyoming
1868–1890
Entités précédentes :
- Territoire du Dakota
- Territoire du Dakota
- Territoire de l'Utah

Entités suivantes :
- Wyoming

Le territoire du Wyoming (en anglais : Wyoming Territory) était un territoire organisé des États-Unis qui exista de 1868 à 1890.
Le territoire fut officiellement organisé le 25 juillet 1868 par le Wyoming Organic Act voté par le Congrès des États-Unis et signé du président Andrew Johnson. Le 17 avril 1869, le gouvernement territorial fut organisé.
Auparavant, celui-ci était incorporé dans sa quasi-totalité au territoire de l'Idaho lors de la création de celui-ci en 1863.

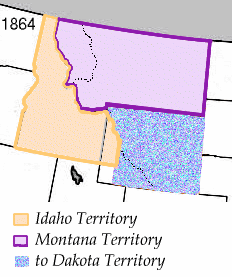
1864 : le territoire de l'Idaho (en jaune), le territoire du Montana nouvellement créé (en violet) et les terres rétrocédés au Territoire du Dakota (en mauve).

L'année suivante, lors de la création du territoire du Montana sur la partie nord-est, les terres situées sur la portion sud-est au sud de la latitude du 46°30'N (jusqu'au 111e méridien) et celles étant sur le versant oriental de la ligne continentale de partage des eaux, ainsi que celles du versant occidental à l'est de la latitude du 110°03' W, furent rétrocédées au territoire du Dakota.
Le territoire du Wyoming fut donc constitué avec les terres qui avaient été rétrocédées au Dakota quatre ans auparavant, la frontière entre les deux entités ayant été fixée sur la longitude de 104°03W. La frontière avec les territoires de l'Idaho et de l'Utah fut déplacée vers l'ouest sur le 111e méridien, récupérant ainsi sur ce dernier une portion de terres au nord du 41° N (qui constituait également sa frontière avec le Colorado).
La capitale territoriale fut installée à Cheyenne. En 1869, le territoire accorde le droit de vote des femmes pour toutes les élections dans le but d'attirer de nouveaux colons. Une tentative ultérieure d'abrogation de cette loi a été rejetée après que le gouverneur a opposé son veto à l'abrogation, le législateur n'ayant pu outrepasser le veto d'une seule voix. En 1872, le territoire avait cinq comtés: Albany, Carbon, Laramie, Sweetwater, et Uinta, chacun un grand rectangle étroit comprenant environ un cinquième du territoire.
Le 10 juillet 1890 sous la présidence de Benjamin Harrison, le territoire devint le 44e État de l'Union sous le nom de Wyoming.